# Donna Orender

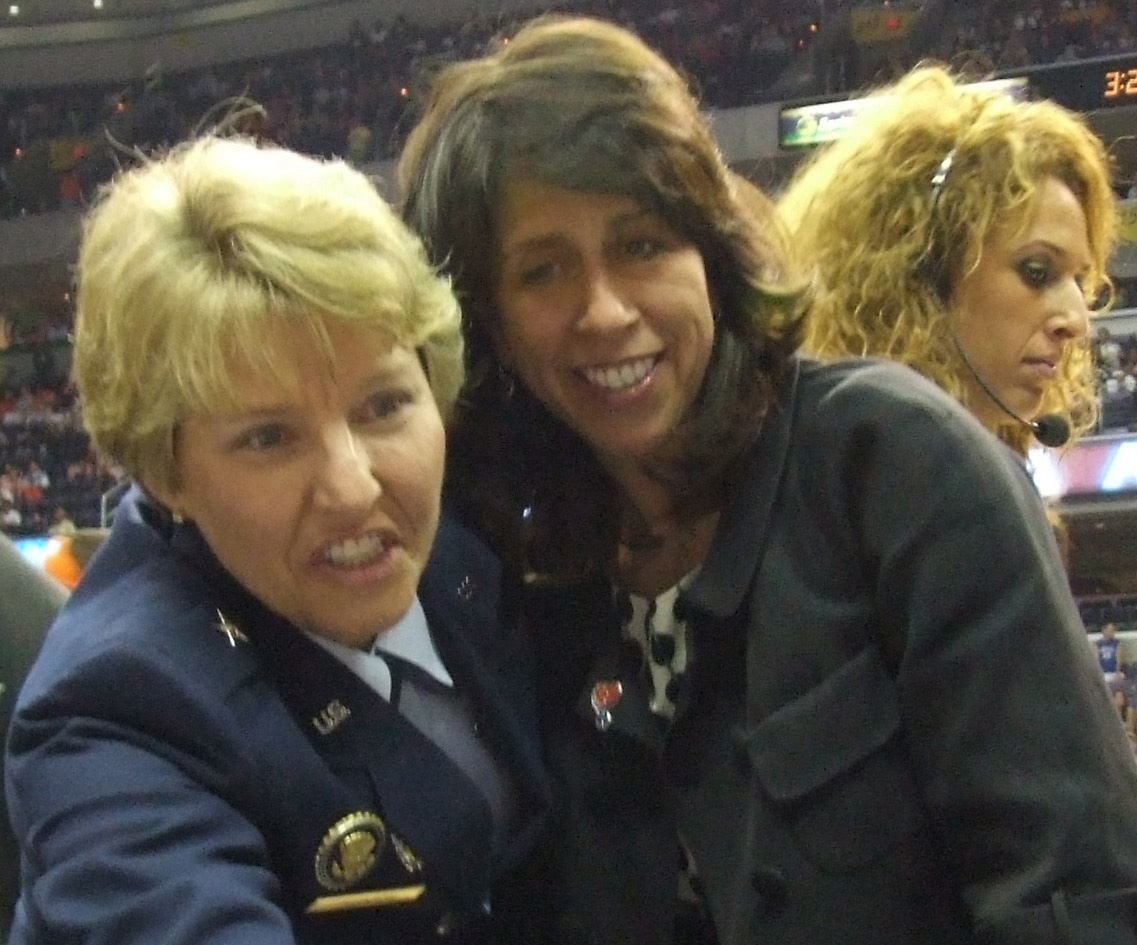
Donna Orender (Bildmitte)

Donna Orender (* 14. Februar 1957 auf Long Island, New York, Vereinigte Staaten) ist eine ehemalige Präsidentin der Women’s National Basketball Association.
Am 21. Oktober 2004 gab Val Ackerman bekannt, dass sie als WNBA-Präsidentin zurücktreten werde. NBA-Commissioner David Stern gab am 15. Februar 2005 mit Orendor ihre Nachfolgerin bekannt. Im April 2005 übernahm sie offiziell das Amt der Präsidentin der WNBA. Am 3. Dezember 2010 verkündete sie, dass sie mit 31. Dezember 2010 als Präsidentin der WNBA zurücktreten wird.